# Jakow Borissowitsch Pessin
Jakow Borissowitsch Pessin (russisch Яков Борисович Песин, englische Transkription Yakov Pesin; * 1946 in Moskau) ist ein russischer Mathematiker, der sich mit dynamischen Systemen und Ergodentheorie befasst.

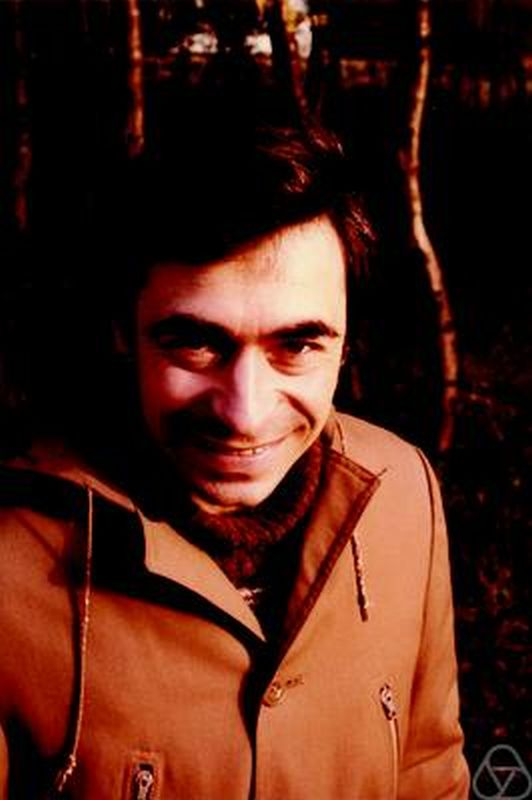
Pessin 1981

Pessin studierte an der Lomonossow-Universität (mit dem Diplom 1970) und wurde 1979 an der Staatlichen Universität Gorki bei Dmitri Wiktorowitsch Anossow promoviert. Von 1970 bis 1984 war er an verschiedenen Moskauer Instituten meist als Programmierer. Mit Mathematik konnte er sich nur in seiner Freizeit beschäftigen. Ende der 1980er Jahre ging er als Gastprofessor an die University of Chicago. Seit 1990 ist er an der Pennsylvania State University, wo er Professor ist.
Nach ihm ist eine Entropieformel für invariante Maße bei dynamischen Systemen und die Theorie nichtuniformer Hyperbolizität benannt (Pesin-Theorie).
Pesin ist Herausgeber von Ergodic Theory and Dynamical Systems.
Er ist Fellow der American Mathematical Society, seit 2019 auswärtiges Mitglied der Academia Europaea und seit 2023 Mitglied der American Academy of Arts and Sciences.

## Schriften
- Dimension theory in dynamical systems: contemporary views and applications, University of Chicago Press 1998
- mit Luis Barreira Lyapunov exponents and smooth ergodic theory, American Mathematical Society 2001
- Lectures on partial hyperbolicity and stable ergodicity, European Mathematical Society 2004
- mit Barreira Nonuniformly hyperbolicity: dynamics of systems with nonzero Lyapunov exponents, Encyclopedia of Mathematics and its Applications, Cambridge University Press 2007
- mit Vaughn Climenhaga Lectures on fractal geometry and dynamical systems, American Mathematical Society 2009
- mit Jakow Grigorjewitsch Sinai Hyperbolicity and Stochasticity of Dynamical Systems, Soviet Science Reviews, Sect. C: Math. Phys., Band 2, 1981, Harwood Acad. Publ., S. 53–115
- Geodesic flows with hyperbolic behavior of the trajectories and Objects connected with them, Russ. Math. Surveys, Band 36, 1981, S. 3–15
- mit V. Afraimovich Dimension of Lorenz type attractors, Soviet Science Reviews, Sect. C: Math. Phys., Band 6, Harwood Acad. Publ., 1987, S. 169–241
- General Theory of Smooth Dynamical Systems, in Sinai (Herausgeber): Encyclopedia of Mathematical Sciences 100, Dynamical systems. II. Ergodic theory with applications to dynamical systems and statistical mechanics, 2. Auflage, Springer-Verlag, 1999
- mit Barreira Smooth Ergodic Theory and Nonuniformly Hyperbolic Dynamics in Boris Hasselblatt, Anatole Katok (Herausgeber) Handbook of Dynamical Systems, Band 1B, Elsevier 2005
- mit Boris Hasselblatt Partially Hyperbolic Dynamical Systems, in Hasselblatt, Katok (Herausgeber): Handbook of Dynamical Systems, Band 1B, Elsevier 2005
- Scholarpedia Artikel mit Hasselblatt: Hyperbolic dynamics, Nonuniform hyperbolicity, Partial Hyperbolicity, Pesin Entropy Formula
- mit Michael Brin:  Partially hyperbolic dynamical systems. (russisch) Izv. Akad. Nauk SSSR Ser. Mat. 38 (1974), 170–212.
- Characteristic Ljapunov exponents, and smooth ergodic theory. (russisch) Uspehi Mat. Nauk  32 (1977), no. 4 (196), 55–112, 287. (engl. Übersetzung: Russian Math. Surveys 32 (1977), no. 4, 55–114.)
- mit Sinai: Gibbs measures for partially hyperbolic attractors. Ergodic Theory Dynam. Systems 2 (1982), no. 3-4, 417–438 (1983).
- mit B. S. Pitskel': Topological pressure and the variational principle for noncompact sets. (russisch) Funktsional. Anal. i Prilozhen. 18 (1984), no. 4, 50–63, 96.
- mit Howard Weiss: A multifractal analysis of equilibrium measures for conformal expanding maps and Moran-like geometric constructions. J. Statist. Phys.  86 (1997), no. 1-2, 233–275.
- mit Luis Barreira, Jörg Schmeling: Dimension and product structure of hyperbolic measures. Ann. of Math. (2) 149 (1999), no. 3, 755–783.